# Paul-Heyse-Unterführung
Die Paul-Heyse-Unterführung ist ein Straßentunnel in München, die nach Norden an der Arnulfstraße in die Seidlstraße und im Süden an der Bayerstraße in die Paul-Heyse-Straße übergeht. Die Unterführung unterquert die von Westen in den Hauptbahnhof München und seine Flügelbahnhöfe führenden Bahngleise und verbindet die nördlich gelegene Maxvorstadt mit der südlich gelegenen Ludwigsvorstadt.

## Geschichte
Der Bau der zunächst als Heu-Hasenstraßen-Unterführung und dann als Seidlstraße-Unterführung und schließlich nach dem Schriftsteller Paul Heyse (1830–1914) benannten Unterführung wurde erstmals 1889 angeregt. Die Unterführung wurde 1902/1903 von der bayerischen Eisenbahnverwaltung errichtet (die erst 1920 auf die Deutsche Reichsbahn überging). Eine Straßenbahnverbindung durch die Unterführung bestand ab 1908. Für die Benützung der Straßenbahn durch die Unterführung galt ein Sondertarif. Der Straßenbahnbetrieb durch die Unterführung wurde 1983 endgültig eingestellt. Die sehr unansehnlich gewordene (in der Presse als „Röhre des Grauens“ bezechnete) Unterführung wurde 2021/2022 „aufgehübscht“.

## Ausgestaltung
Die auf einer Höhe von 516,7 m angelegte Unterführung, eine Stahlkonstruktion mit zwei durch Mittelsäulen getrennten Fahrbahnen, hat an beiden Enden 10 m breite Öffnungen. Die Höhe beträgt 4 m. Die Wände waren ursprünglich mit weiß glasierten Wandfließen mit farbigen Fliesen verkleidet.